# Glăvănești (gmina)
Glăvănești – gmina w Rumunii, w okręgu Bacău. Obejmuje miejscowości Frumușelu, Glăvănești, Muncelu, Putredeni i Răzeșu. W 2011 roku liczyła 3321 mieszkańców.